# Мурдий, Игорь Юрьевич
Игорь Юрьевич Мурдий (укр. Ігор Юрійович Мурдій; род. 8 августа 1982, Новоукраинка) — украинский предприниматель, политик и общественный деятель. Народный депутат Украины IX созыва, где входит во фракцию «Слуга народа».

## Биография
Родился 8 августа 1982 года в Новоукраинке Кировоградской области.

### Образование
Получил высшее образование в Кировоградском национальном техническом университете (2004). Получил образовательную степень магистра по программе «Подъёмно-транспортные, строительные, дорожные, мелиоративные, землеройные машины и оборудование».
В 2013 году окончил Харьковский национальный автомобильно-дорожный университет. Получил образовательную степень магистра по программе «Строительство дорог и аэродромов».

### Профессиональная деятельность
Начал свой карьерный путь с должности инженера-конструктора технического отдела АО «Будмаш» в 2005 году. Впоследствии, работал инженером по технике безопасности в ООО НПП «Евротек» (гражданское строительство) (Киев).
В 2007 году занял должность ведущего специалиста инспекции государственного технического надзора Кировоградской областной государственной администрации.
С 2008 по 2009 год работал главным инженером ЧП «ГРАДОТЕК» (производство строительных материалов), Кировоград.
Позже был главным инженером филиала «Новгородковский райавтодор» ГП «Кировоградский облавтодор» ПАО ГАК «Автомобильные дороги Украины».
С 2010 года возглавлял филиал «Новгородковский райавтодор» ГП «Кировоградский облавтодор».
В августе 2013 года стал Директором КП «Трест зелёного хозяйства» Кировоградского городского совета.
В июле 2015 года являлся заместителем директора ЧП «Тек Центр» (дорожные ремонтно-строительные работы) (Кропивницкий), а затем возглавил указанное предприятие, где работает и по настоящее время.
Член Всеукраинской общественной организации «Гильдия инженеров технического надзора за строительством объектов архитектуры».

### Политическая деятельность
На парламентских выборах 2019 года был избран народным депутатом по избирательному округу № 100 от партии «Слуга народа». Вошёл в Комитет Верховной рады Украины по вопросам транспорта и инфраструктуры. Член временной следственной комиссии ВРУ по вопросам проверки и оценки состояния акционерного общества «Украинская железная дорога», расследования фактов возможного бездействия, нарушения законодательства Украины органами управления указанного предприятия, которые привели к значительному ухудшению технического состояния предприятия и основным производственным показателям (с 27 января 2021).

## Личная жизнь
Женат. Воспитывает вместе с супругой двоих детей.